# Chilobrachys thorelli
Chilobrachys thorelli là một loài nhện trong họ Theraphosidae.
Loài này thuộc chi Chilobrachys. Chilobrachys thorelli được Mary Agard Pocock miêu tả năm 1900.